# Atelier in beeld

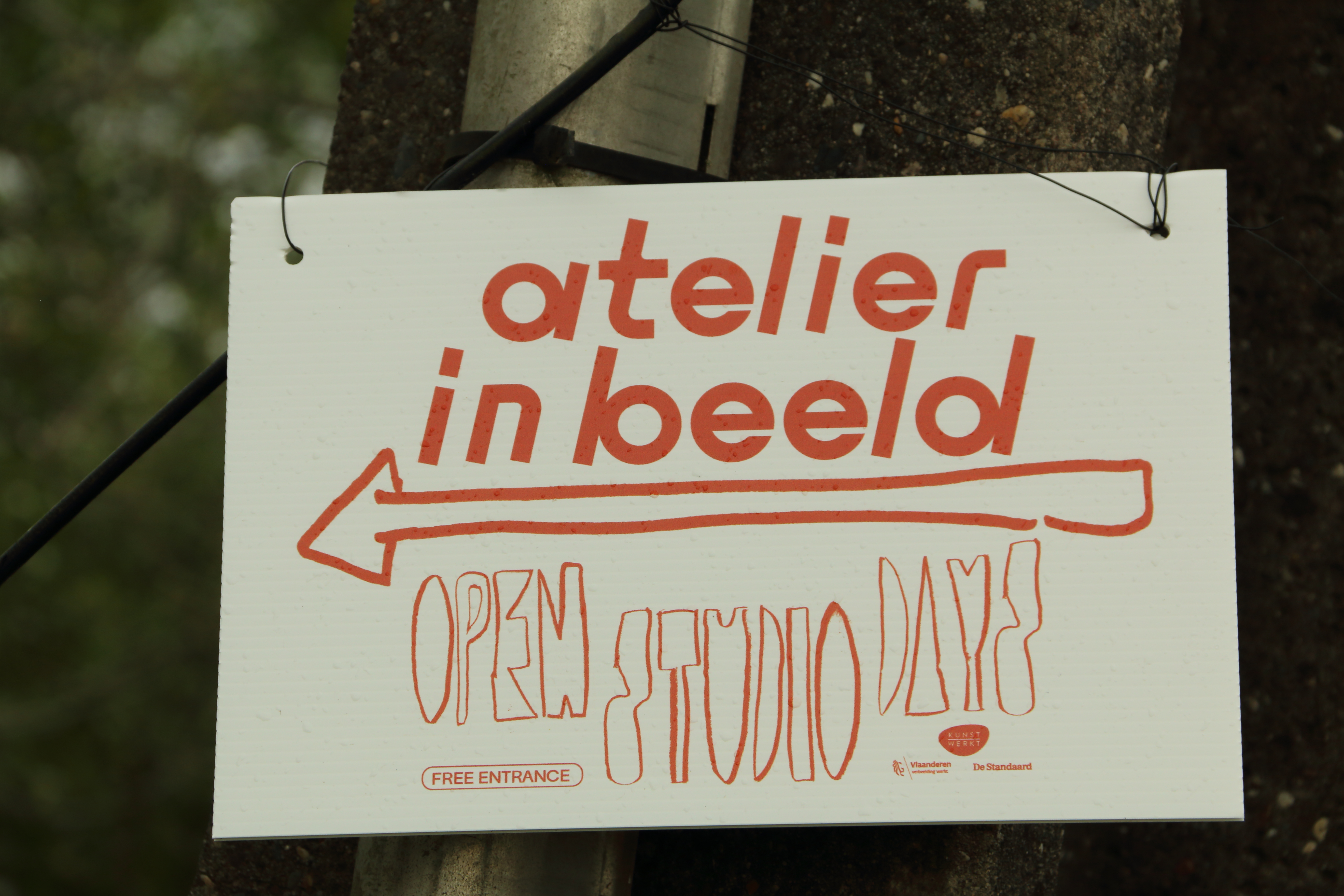
Atelier in beeld 2024, Ratmolen, Jan Scheirs

Atelier in beeld is een jaarlijks opendeurweekend van kunstateliers in Vlaanderen en Brussel. 
Tijdens het open atelierweekend krijgen bezoekers toegang tot ateliers van kunstenaars die er hun eigen werk tentoonstellen. Het is een kennismaking met het werk en de werkplek van professionele en niet-professionele kunstenaars in verschillende disciplines: beeldhouwkunst, collage, design, digitale kunst, edelsmeedkunst, film, fotografie, glaskunst, grafiek, grafische vormgeving, installatiekunst, illustratie, kalligrafie, keramiek, mixed media, mozaïek, schilderkunst, streetart, tekenkunst, textiel.
Atelier in beeld is een project van Kunstwerkt vzw.